# 교암초등학교
교암초등학교는 대한민국 전북특별자치도 정읍시에 있는 공립 초등학교이다.

## 학교 연혁
- 1938년 4월 10일: 교암국민학교 개교

## 참고 자료
- 교암초등학교 - 한국교육학술정보원 학교알리미